# Patricia Garnier
Pour les articles homonymes, voir Garnier.
Patricia Garnier, née le 13 mai 1976 à Annecy, est une athlète française, spécialiste de la marche athlétique.
Elle est sacrée championne de France du 20 km marche en 2006 et 
championne de France du 3 000 mètres marche en salle en 2004.